# 井上芳佐
井上 芳佐（いのうえ よしすけ、1892年（明治25年）1月13日 - 1980年（昭和55年）10月19日）は、大日本帝国陸軍軍人。最終階級は陸軍中将。

## 経歴
1892年（明治25年）に山口県で生まれた。陸軍士官学校第25期、陸軍大学校第33期卒業。1936年（昭和11年）8月に陸軍歩兵大佐に進級し、陸軍戦車学校教官に着任。1937年（昭和12年）に陸軍戦車学校幹事、1938年（昭和13年）に戦車第5連隊長を歴任した。
1939年（昭和14年）8月1日に陸軍少将進級と同時に留守第5師団司令部附となる。10月2日に第39歩兵団長（第11軍・第39師団）に就任し、日中戦争に出動。宜昌作戦に参加し、宜昌を攻略した。1940年（昭和15年）に千葉陸軍戦車学校長に転じ、1941年（昭和16年）に陸軍機甲本部附を経て、1942年（昭和17年）に南満陸軍造兵廠長に着任。1944年（昭和19年）2月14日に独立混成第35旅団長（南方軍・第29軍）に就任し、ポートブレアの守備に当たった。同年10月26日に陸軍中将に進級、1945年（昭和20年）5月23日に第94師団長に親補され、スンゲイパタニで守備に当たった。
1948年（昭和23年）1月31日、公職追放仮指定を受けた。

## 栄典
勲章等
- 1940年（昭和15年）8月15日 - 紀元二千六百年祝典記念章[4]